# Live in London (альбом The Beach Boys)
Live in London — второй концертный альбом американской рок-группы The Beach Boys. Первоначально альбом вышел в мае 1970 года в Великобритании на EMI Records; в США пластинка вышла на Capitol Records в ноябре 1976 года под названием Beach Boys ’69 и заняла 75-е место в американском хит-параде.

## Обзор
Для альбома были отобраны записи, сделанные на концерте 8 декабря 1968 в Astoria Theatre в Лондоне. К тому времени The Beach Boys переживали невиданное падение популярности в США. Однако в Европе, в Великобритании, в частности, группа продолжала пользоваться большим спросом. В основе программы были песни из альбомов 1966—69 годов: Pet Sounds («Wouldn’t It Be Nice», «Sloop John B», «God Only Knows»), Wild Honey («Darlin’», «Aren’t You Glad»), Friends («Wake the World») и 20/20 («Bluebirds over the Mountain»). Из песен раннего периода в альбоме представлены «California Girls» и «Barbara Ann». «All I Want to Do» из альбома 20/20 была также записана, но в альбом не вошла; позже она была включена в сборник Beach Boys Rarities (1983). Версия «Good Vibrations» из данного альбома включена в видеоигру Rock Band 3. В этом альбоме впервые в исполнении The Beach Boys вышла баллада а капелла «Their Hearts Were Full of Spring».

## Список композиций
| №  | Название              | Автор(ы)                         | Длительность |
| -- | --------------------- | -------------------------------- | ------------ |
| 1. | «Darlin’»             | Брайан Уилсон / Майк Лав         | 2:41         |
| 2. | «Wouldn’t It Be Nice» | Б. Уилсон / Тони Эшер / М. Лав   | 1:53         |
| 3. | «Sloop John B»        | Народная, аранжировка Б. Уилсона | 2:30         |
| 4. | «California Girls»    | Б. Уилсон / М. Лав               | 2:19         |
| 5. | «Do It Again»         | Б. Уилсон / М. Лав               | 2:47         |
| 6. | «Wake the World»      | Б. Уилсон / Алан Джардин         | 2:26         |

| №  | Название                           | Автор(ы)            | Длительность |
| -- | ---------------------------------- | ------------------- | ------------ |
| 1. | «Aren’t You Glad»                  | Б. Уилсон / М. Лав  | 3:09         |
| 2. | «Bluebirds Over the Mountain»      | Эрсел Хики          | 2:53         |
| 3. | «Their Hearts Were Full of Spring» | Бобби Троуп         | 2:49         |
| 4. | «Good Vibrations»                  | Б. Уилсон / М. Лав  | 4:36         |
| 5. | «God Only Knows»                   | Б. Уилсон / Т. Эшер | 3:27         |
| 6. | «Barbara Ann»                      | Фред Фассерт        | 2:32         |

Американское издание 1976 года вышло под названием Beach Boys ’69 и в другой обложке. В 1990 году альбом был переиздан на одном компакт-диске вместе с концертным альбомом 1964 года Beach Boys Concert и включал дополнительные песни: «Don’t Worry Baby» (запись 1 августа 1964 года) и «Heroes and Villains» (запись 25 августа 1967 года).

## Участники записи
- Майк Лав — вокал
- Карл Уилсон — соло-гитара, вокал
- Алан Джардин — ритм-гитара, вокал
- Брюс Джонстон — бас-гитара, вокал
- Деннис Уилсон — барабаны, вокал
- Оркестр